# Kīseh Jīn
Kīseh Jīn (persiska: كيسَجين, كيسجين, كيسَيين, كيسه جين, كِسجين, كيشِه جين, Kīsajīn) är en ort i Iran.   Den ligger i provinsen Qazvin, i den nordvästra delen av landet, 200 km väster om huvudstaden Teheran. Kīseh Jīn ligger 1 602 meter över havet och antalet invånare är 213.
Terrängen runt Kīseh Jīn är huvudsakligen kuperad, men den allra närmaste omgivningen är platt. Kīseh Jīn ligger nere i en dal.Runt Kīseh Jīn är det ganska tätbefolkat, med 108 invånare per kvadratkilometer. Närmaste större samhälle är Ābgarm, 9,4 km öster om Kīseh Jīn. Trakten runt Kīseh Jīn består i huvudsak av gräsmarker.